# Francis E. Warren Air Force Base
La Francis E. Warren Air Force Base o Warren AFB (IATA: FEW, ICAO: KFEW, FAA LID: FEW) è una base delle Air Force degli Stati Uniti, situata 5 km a ovest della città di Cheyenne, in Wyoming.

## Base
L'unità ospitata dalla base è la 90th Missile Wing (90 MW) stormo inquadrato nel Twentieth Air Force. Il 90 MW ha a sua disposizione come arma il LGM-30 Minuteman ICBM, con dispositivi di lancio dislocati nel Wyoming sudorientale, nel Nebraska occidentale e nel Colorado settentrionale.
La Warren AFB fu fondata dall'United States Army nel 1867. In origine prese il nome dal Brigadiere generale David Allen Russell, eroe durante la guerra di secessione. La base passò sotto il controllo dell'USAF il 1º giugno 1947. Il nome attuale è quello del primo senatore del Wyoming, Francis Enroy Warren (1844–1929). Il Senatore Warren conquistò una Medal of Honor a soli diciannove anni nella guerra di secessione. Attualmente è la più vecchia struttura ancora operativa di proprietà dell'Air Force. A capo del 90th Missile Wing vi è il Colonnello Gregory S. Tims.

## Geografia fisica
Secondo i rilevamenti dell'United States Census Bureau, la località della Francis E. Warren Air Force Base si estende su una superficie di 13,1 km², tutti occupati da terre.

## Popolazione
Secondo il censimento del 2000, presso la Francis E. Warren Air Force Base vivevano 4.440 persone, ed erano presenti 631 gruppi familiari. La densità di popolazione era di 342,9 ab./km². Nel territorio comunale si trovavano 735 unità edificate. Per quanto riguarda la composizione etnica degli abitanti, il 79,62% era bianco, il 9,39% era afroamericano, lo 0,50% nativo, il 2,21% era asiatico, il 4,39% apparteneva ad altre razze e il 3,56% o a due o più. La popolazione di ogni razza ispanica corrispondeva all'8,76% degli abitanti.
Per quanto riguarda la suddivisione della popolazione in fasce d'età, il 23,0% era al di sotto dei 18, il 26,7% fra i 18 e i 24, il 48,4% fra i 25 e i 44 e l'1,8% fra i 45 e i 64. L'età media della popolazione era di 25 anni. Per ogni 100 donne residenti vivevano 201,5 uomini.
Al 2010 la popolazione si abbassa a 3.072 abitanti.